# Filovia Spezia-Fezzano
La filovia Spezia-Fezzano era una linea filoviaria in esercizio dal 1906 al 1909.

## Storia
Il 15 marzo 1899 il comune della Spezia e la neocostituita Società Italiana di Industrie Elettriche sottoscrissero una convenzione per la costruzione di una rete tranviaria a trazione elettrica, inaugurata tre anni dopo.
Con atto del 17 aprile 1903 il Comune modificò la convenzione del 1899, prevedendo la possibilità per il concessionario di impiantare, invece di una linea tranviaria, un servizio di autobus sul percorso La Spezia-Portovenere. Con il passaggio della proprietà della Società Tramvie Elettriche della Spezia (STES) nelle mani della Banca Commerciale Italiana, avvenuto nel 1904, l'ingegner Edoardo Webber (direttore delle tranvie spezzine) fece variare nuovamente la convenzione proponendo l'utilizzo di "automobili elettriche con filo aereo" sulla tratta La Spezia-Portovenere: tale modifica fu approvata nel gennaio 1905
Il servizio fu inaugurato sabato 10 febbraio 1906 sul tratto Spezia-Fezzano: il primo orario prevedeva 20 coppie di corse giornaliere. Dopo iniziali elogi, il servizio si rivelò insufficiente (tanto da richiedere la messa in servizio di vetture più ampie) e difficoltoso: le strade sconnesse e i frequenti scarrucolamenti limitavano la velocità, inoltre si verificarono spesso problemi ai freni e all'isolamento elettrico delle vetture. Tali problemi fecero sì che nel 1907 il comune della Spezia intimasse la sostituzione della filovia con una linea tranviaria fino a Cadimare; il 1º luglio 1908 il Comune e la società tranviaria si accordarono per la costruzione della tranvia, completata nel novembre 1909, che sostituì la filovia.
Il filobus ritornò alla Spezia nel 1951, sotto forma di una moderna rete che sostituì quella tranviaria.

## Caratteristiche tecniche
La linea filoviaria, costruita dall'impresa degli ingegneri Meriggi e Diaz di Milano, era lunga circa 6 km.
Il percorso partiva da via Chiodo, nei pressi del palazzo dell'Ammiragliato, e da lì toccava le località di Fabiano, Acquasanta, Marola e Cadimare, per terminare in località Fezzano.
Il deposito dei mezzi si trovava presso la rimessa del Canaletto, non dotata di bifilare.

## Mezzi
Sulla linea prestarono servizio quattro filobus (matricole 31÷34) a due assi, costruiti dall'ingegner Gino Turrinelli.